# Livegenskap

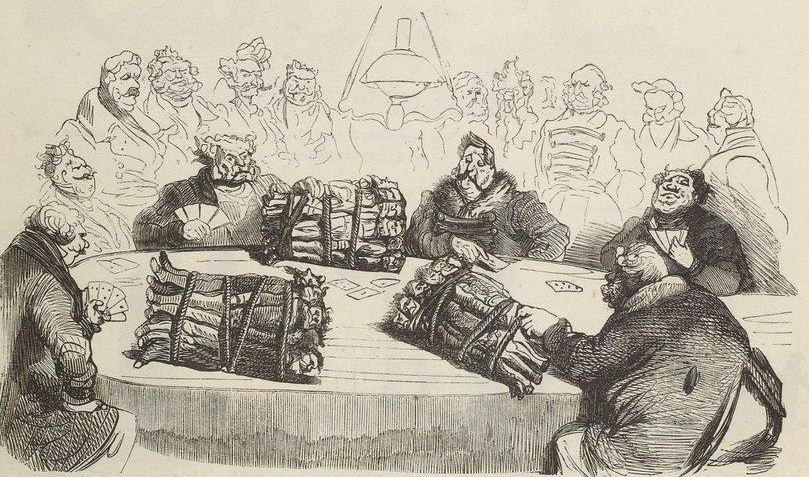
Karikatyr om livegenskap i Ryssland, där godsägarna använder bönderna som insats under kortspel (av Gustave Doré).

Livegenskap innebär en form av ofrihet där bönder är lagligen bundna till ett gods och inte kan flytta ifrån det. Systemet skiljer sig från slaveri genom att en livegen vanligen inte kan säljas enskilt utan enbart i samband med att godset säljes, samt i det att livegna har vissa rättigheter och inte kan tvingas till hur mycket arbete som helst. Det används främst för att beteckna vissa bönders ofrihet i förhållande till jordägarna på romartidens godssystem till medeltiden och senare tiders feodala Europa.

## Allmän historik
Under tidig medeltid syftade begreppet livegenskap i Tyskland på en fri herres ofria tjänstehjon, egentligen trälar (latin servi, mancipii, tyska eigene eller eigenleute). Först 1388 används benämningen Leibeigene. De var dagligtjänare hos sitt herrskap och då de avled tillföll deras egendom ägaren.
Efter hand börjar begreppet användas om en annan grupp avkomlingar till frigivna trälar, som fått slå sig ned på någon gård under ett gods, i Tyskland kallad liter eller lasser. Förutom dagsverken och landgille till sina godsägare var de tvungna att betala en avgift till godsägaren då de gifte sig och då deras släktingar dog. De livegna hade inte rätt att flytta utan markägarens tillstånd. Markägaren kunde inte heller vräka den livegne. 
Snarlika system fanns i större delen av Mellaneuropa utom Alperna och Nederländerna. I Italien upphörde denna form av livegenskap redan på 1000-talet.
I Frankrike började efterhand frigivningen få stor omfattning, och under 1300-talets arbetskraftsbrist i efterföljden av digerdöden minskade livegenskapen. Även i Tyskland genomgick jordbrukarnas förhållanden förändringar under 1100-1300-talen. Nya städer växte upp kring kloster och borgar, och jordlösa som tagit sin tillflykt dit löstes från livegenskapen, om de inte hämtats tillbaka inom ett år (Stadtluft macht frei).
På 1400-talet kom dock ett bakslag. Städerna förmådde inte längre ta hand om den naturliga befolkningsökningen, särskilt i de östliga provinserna. Många bönder blev beroende av godsherrar för att kunna skaffa sig mark och bröd för dagen, något som försämrade deras villkor. Inom Tyska ordens område öster om Elbe växte en ny storgodsdrift fram. Arrendatorer uppsades från sina gårdar och dessa lades under herrgårdarna. Jordbrukarna blev jordlösa lantarbetare. Även skattegårdar lades under storgodsen. Befolkningen kom i ärftligt beroende "erbuntertänigkeit" av sin godsägare, vilket innebar tjänstetvång för alla i lantbrukarens familj och tvång att förbli vid jordbruksnäringen.
Under upplysningstiden reste allt fler författare kritik mot systemet. På de tyska kronodomänerna förbjöds det ärftliga tjänsteberoendet 1763 respektive 1807, på privata gods 1807 och 1816.
Områden i Europa som ansetts fria från livegenskap är Sverige, Baskien, Norge och Schweiz.[källa behövs]

## Livegenskap efter land

### Baltikum
När skatterna ökade under 1400-talet och bönder inte kunde betala satte sig många bönder i skuld och flydde därför till andra län eller städer. Vasallerna reagerade på detta genom att kräva tillbaka gäldenären eller kräva betalning av hans skuld. År 1424 beslöt lantdagen i Valka att gäldenärer skulle återlämnas, eller att gäldenärens företagare skulle betala skulden till sin gamle herre. Bönder som inte behövde betala skatt, och de som gjorde det, var dock fria att lämna sitt län. 
Efter den livländska statens kollaps och under polsk-litauiskt styre förvärrades böndernas rättsliga situation. Detta hängde samman med både adelsmaktens framväxt och böndernas tillstånd i Polen och Litauen, där bönderna redan 1496 var bundna till jorden genom lag, och efter 1543 års stadga förlorade bönderna rätten att förvalta fast egendom, och efter stadgan 1573 kunde adelsmännen expropriera bönderna som egendom. Då mark under Livland ansågs vara ett föremål som ingen kunde äga, men som kunde förvaltas, började adelsmän efter Livlands kollaps att betrakta mark som sin egendom. Tillståndet för bönderna i de ägor som tillhörde staten var bättre än i de som ägdes av adelsmän. Tillståndet för de senares bönder var vanligtvis sämre - de hade större arbetsplikt och hade ingen rätt att klaga inför domstol. Hertigen av Kurzeme och Zemgale, Gotthard Kettler , gav adelsmännen i Kurzeme och Zemgale den högsta dömande makten med privilegiet 1570, så de fick rätten att bestraffa bönderna som de ansåg lämpligt. De första juridiska normerna som reglerade livegenskapen var Piltene-stadgarna som godkändes av Sigismund II 1611.
Tillståndet för bönder i Svenska områden i Baltikum förbättrades efter Vidzeme-domstolsreformen 1630. Svenska lantdomstolar inrättades i varje län, vilket berövade adelsmännen civil och straffrättslig jurisdiktion över sina undersåtar. År 1681 undertecknade kung Karl XI ett förslag om att avskaffa livegenskapen i Vidzeme, men Vidzeme-lantdagen avslog det. År 1696 utfärdades föreskrifter, som bestämde det maximala antalet tvångsarbetsdagar; bestämmelserna begränsade också adelsmännens husdisciplinära rättigheter.
Efter att provinserna Vidzeme och Estland kom under ryskt styre i början av 1700-talet försämrades tillståndet för bönderna i dem kraftigt. En lag som antogs 1739 slog fast att bönder är egendom som kunde köpas, säljas och ges bort, och att godsägaren hade obegränsad rätt att straffa bonden och besluta om hans liv och död. Godsägaren kunde öka jorden efter eget gottfinnande och även fritt handla med bondens lösa egendom. Därför var godsägarn bundna till marken, men hade ingen rätt att bo kvar i sina hem, fastän de skulle fullgöra alla skyldigheter mot säteriet (undantaget var de få kvarvarande kronogårdarna, där svenska tidens regler förblev i kraft). 
Livegenskapen avskaffades i de baltiska provinserna från början av 1800-talet: i Estland 1816, i Kurzeme 1817 och i Vidzeme 1819. Livegenskap avskaffades i Latgale 1861, då det också avskaffades på andra håll i det ryska imperiet. 

### Danmark
I Danmark växte under 1400-talet, samtidigt som i Tyskland, liknande beroendeförhållanden och system fram med Vornedskabet och Stavnsbåndet.

### Frankrike
I Frankrike började efterhand frigivningen få stor omfattning, och under 1300-talets arbetskraftsbrist i efterföljden av digerdöden minskade livegenskapen i och ebbade gradvis ut i de flesta delar av Frankrike.  
Livegenskapen på statlig (kunglig) mark avskaffades genom Jacques Neckers reform 1779, och vid franska revolutionens utbrott 1789 fanns det mellan 140 000 och 1 500 000 livegna kvar i Frankrike, varav de flesta levde på kyrklig mark  och i de landskap som gränsade till det Tysk-romerska riket, främst i Franche-Comté, Berry, Burgundy och Marche.
Även utan formell livegenskap fanns dock feodala seigneur-lagar som bevarade många komponenter av livegenskapen i flera landskap även på formellt fria bönder, bland annat fick bönderna i Auvergne, Nivernais och Champagne inte flytta fritt.
Livegenskap förbjöds i Frankrike 4 augusti 1789,  och 1789-93 upphävdes samtliga rättigheter godsägaren hade att utöva kontroll över bönderna.

### Polen-Litauen
I Polen beskrivs bondebefolkningen som fria medborgare under 1000-talet. Efterhand som Polen började organisera sig feodalt började dock bönderna hamna i ett visst beroende av godsägarna, och bönder som brukade mark som hamnade under en godsägares område blev skyldiga att betala med varor eller tjänster för att bruka jorden, särskilt om de inte kunde betala pengar som hyra för marken.  Regelrätt slaveri (niewolni) försvann i Polen under 1300-talet, men vid samma tidpunkt som de ebbade ut började bondebefolkningens skyldigheter mot sina godsägare övergå till livegenskap, genom att skyldigheten att betala ett arrende som blev allt högre övergick i tvångsarbete och förbud från att lämna godset tills arbetet var utfört. 1521 förlorade bönderna alla rättigheter att vända sig till någon annan domstol än godsägarens egen och var därmed livegna och utlämnade åt godsägarens godtycke. 
Livegenskapen i Polen-Litauen började lättas upp under 1700-talet, när böndernas rättigheter utökades av kungamakten i ett försök att bättra landets ekonomi. Bönderna fick åter rätten att äga egendom, och godsägare uppmuntrades att frige sina livegna, och att ta emot hyra snarare än kräva tvångsarbete. I 1791 års konstitution försäkrades livegna beskydd av regeringen, och godsägarna uppmuntrades att teckna kontrakt med sina bönder snarare än tvinga dem till tvångsarbete. 1794 upphävdes livegenskapen i Polen. Efter Polens sista delning 1795 upphävdes dock denna reform av den polska adeln med stöd av Ryssland, som lade under sig en stor del av Polen, och livegenskapen återinfördes. 
Efter 1795 var Polen delad av Preussen, Österrike och Ryssland. Livegenskapen avskaffades i Preussiska Polen 1807, i Österrikiska Polen 1848 och i Ryska Polen 1861.

### Ryssland

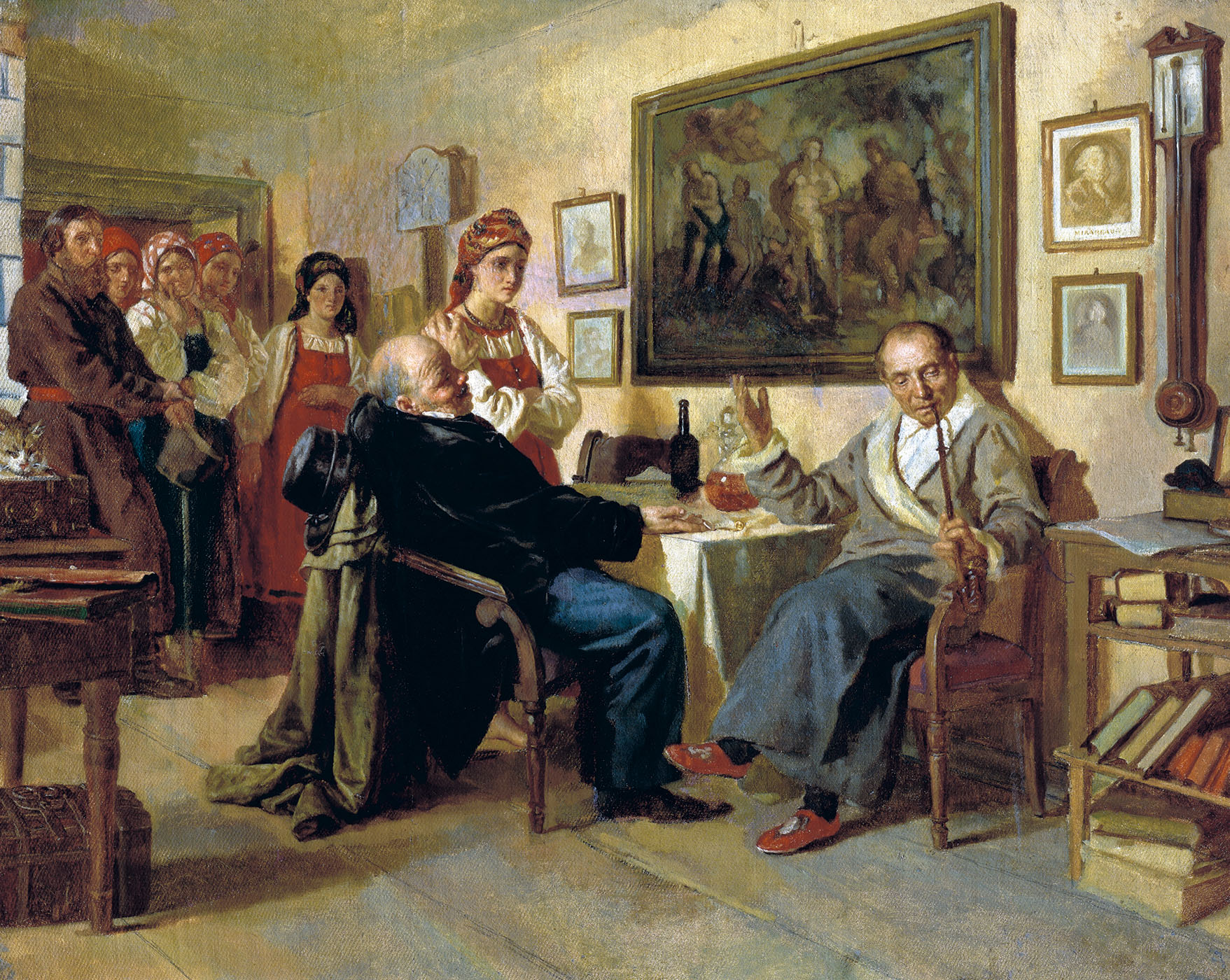
Livegenskapen i Ryssland

I Ryssland fick livegenskapen än större likheter med slaveriet, men först under 1700-talet, då de livegna bönderna började säljas som individer, det vill säga även utan jord. Ursprungligen ägde adelns lantbönder rätt att flytta från ort till annan. På grund av tryckande skatter drog många bönder under 1500-talet till de rika bojarerna där lindrigare arrendeavgifter väntade, alternativt flyttade de till Sibirien, och lämnade lågadelns gårdar. En formlig landsflykt från lågadelns gods skedde och det ledde till att böndernas fria flyttningsrätt upphävdes.
Den gamla statsskatten som grundades på jordinnehav ersattes av en skatt för antalet underlydande bönder. Adelsmannen blev också skyldig att utrusta ett visst antal soldater. Bönderna blev livegna, och Peter den store gav godsägarna rätt att straffa bönder som försökte rymma från sina gårdar med knutpiskan. Under Katarina den stora förändrades livegenskapen till nackdel för bönderna, som då kunde säljas med eller utan tillhörande jord (vilket de facto innebar att den övergick från livegenskap till slaveri) och godsens storlek räknades efter antalet tillhöriga personer.
I de ryska provinserna norr om Sankt Petersburg, exempelvis Karelen och områdena runt Kolahalvön och Vita havet, omfattades bönderna och undersåtarna aldrig av livegenskapen. De betalade istället skatt direkt till tsaren.
I Östersjöprovinserna upphävdes livegenskapen 1816–1819 under Alexander I, i övriga Ryssland efter långvariga förberedelser först 1861 under Alexander II.

### Sverige
Livegenskap förekom inte inom Sveriges medeltida gränser. 
Liksom var det vanliga i övriga Europa, ledde de överlevande arbetarnas högre krav efter digerdöden till försök av förtryck från den härskande eliten, vilket visas i nya stadgar som utfärdades i Sverige som försökte begränsa arbetarnas rättigheter till adelns förmån, så som exempelvis Skara stadga (1414) och Växjö stadga (1414). Växjö stadga förbjöd landbor i Värend att i fortsättningen lämna sin gård förrän efter en sexårsperiod, att de måste fullfölja åtta dagsverken vid adelsmannens sätesgård, en resa för godsägaren och erlägga avgift, förutom att de vanliga avgifterna till godsägarens utökades ytterligare. 
I just Sverige, där något verkligt feodalvälde aldrig riktigt kunde utvecklas, förmodas dock inte adeln ha haft de rätta förutsättningarna för att kunna upprätthålla dessa stadgor i praktiken, även om 1400-talet beskrivs som en krisårhundrade.
Ett undantag var bönder vid Bjersgårds gods i Skåne från 1690-talet till 1740, vilka förklarades livegna med stöd av en kunglig resolution som utfärdats på grund av brist på arbetskraft.